# Roussillon (regionale Grafschaftsgemeinde)
Roussillon ist eine regionale Grafschaftsgemeinde (französisch municipalité régionale du comté, MRC) in der kanadischen Provinz Québec.
Sie liegt in der Verwaltungsregion Montérégie und besteht aus elf untergeordneten Verwaltungseinheiten (acht Städte, zwei Gemeinden und ein Sprengel). Die MRC wurde am 1. Januar 1982 gegründet. Der Hauptort ist Saint-Constant. Die Einwohnerzahl beträgt 171.443 (Stand: 2016) und die Fläche 423,82 km², was einer Bevölkerungsdichte von 404,5 Einwohnern je km² entspricht.

## Gliederung
Stadt (ville)
- Candiac
- Châteauguay
- Delson
- La Prairie
- Léry
- Mercier
- Saint-Constant
- Sainte-Catherine

Gemeinde (municipalité)
- Saint-Mathieu
- Saint-Philippe

Sprengel (municipalité de paroisse)
- Saint-Isidore

Auf dem Gebiet der MRC Roussillon liegt auch das Indianerreservat Kahnawake, das jedoch autonom verwaltet wird und eine Enklave bildet.

## Angrenzende MRC und vergleichbare Gebiete
- Montreal
- Longueuil
- Le Haut-Richelieu
- Les Jardins-de-Napierville
- Beauharnois-Salaberry